# Кастеђо
Кастеђо (итал. Casteggio) је насеље у Италији у округу Павија, региону Ломбардија.
Према процени из 2011. у насељу је живело 6342 становника. Насеље се налази на надморској висини од 95 м.

## Становништво
| 1936. | 1951. | 1961. | 1971. | 1981. | 1991. | 2001. | 2011. |
| ----- | ----- | ----- | ----- | ----- | ----- | ----- | ----- |
| 5.687 | 6.095 | 7.030 | 7.813 | 7.417 | 7.276 | 6.337 | 6.836 |